# Kościół św. Bartłomieja Apostoła w Godzieszach Wielkich
Kościół świętego Bartłomieja Apostoła – rzymskokatolicki kościół parafialny należący do parafii pod tym samym wezwaniem (dekanat Opatówek diecezji kaliskiej).
Jest to świątynia wzniesiona w latach 1781–82. Wybudowana została dzięki staraniom proboszcza Mikołaja Paneckiego. W 1867 roku do świątyni została dobudowana kaplica z Woli Droszewskiej pod wezwaniem Przemienienia Pańskiego z 1789 roku. Kolejna została dostawiona w 1905 roku. Kościół w latach 90. XX wieku był remontowany.

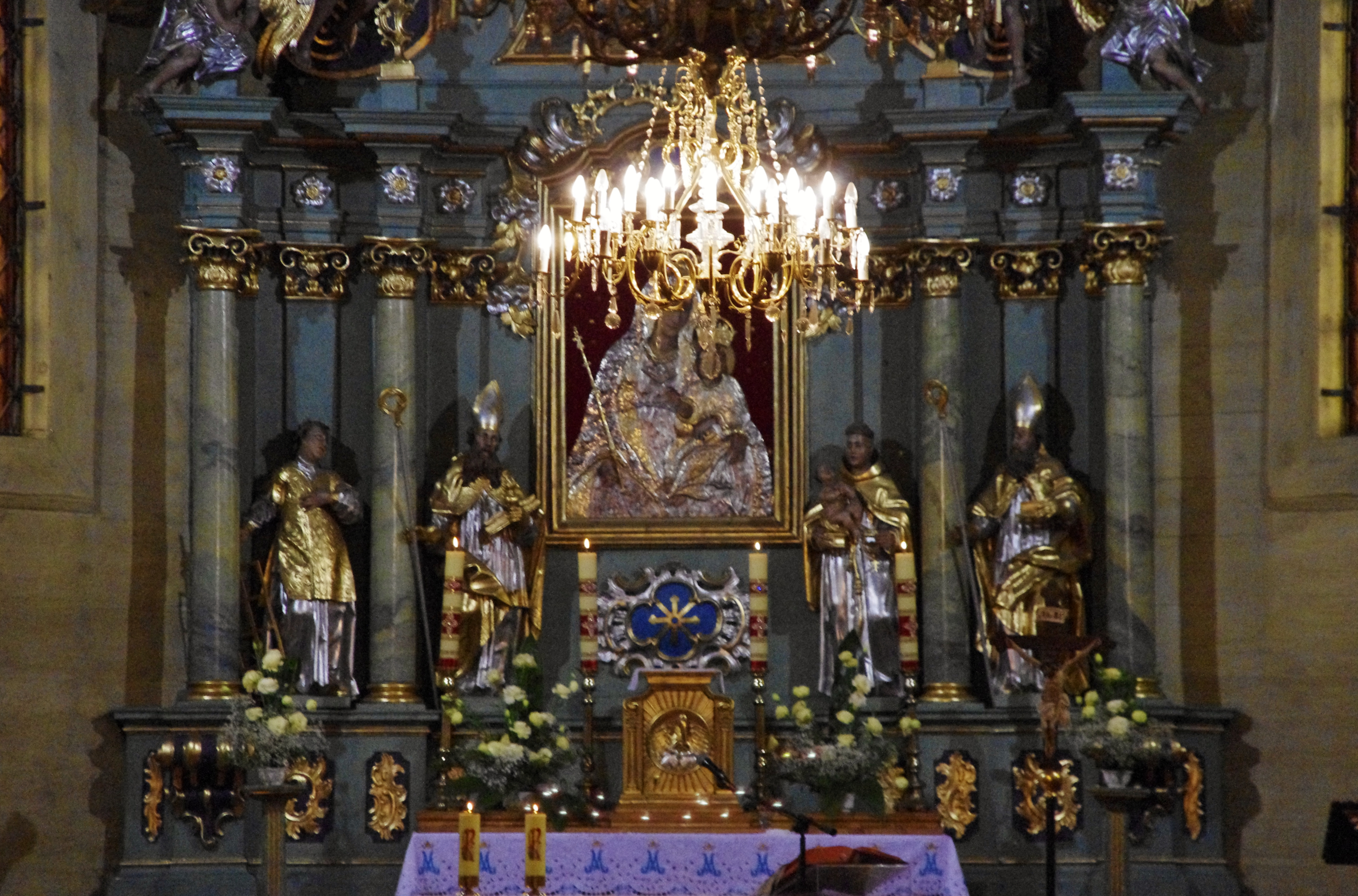
Ołtarz

Budowla jest drewniana, składa się z jednej nawy, ma konstrukcję zrębową. Świątynia jest orientowana. Po bokach znajdują się dwie niskie kaplice, zamknięte prostokątnie. Prezbiterium jest mniejsze w stosunku do nawy, zamknięte jest trójbocznie, z boku jest umieszczona zakrystia, a na piętrze znajduje się loża kolatorska. Z przodu nawy jest umieszczona kruchta. Dach świątyni jest dwukalenicowy, pokryty jest blachą z kwadratową wieżyczką na sygnaturkę. Jest ona zwieńczona cebulastym dachem hełmowym z latarnią i krzyżem. Wnętrze nakryte jest stropem płaskim z fasetą. Chór muzyczny jest podparty dwoma słupami i ma nieznacznie wybrzuszony parapet w części centralnej. Belka tęczowa z małą Grupą Pasyjną, w stylu późnogotyckim, pochodzi z połowy XVI wieku. Ołtarz główny w stylu rokokowym powstał w 1783 roku. Dwa ołtarze boczne w stylu  barokowy pochodzą z XVIII wieku. i trzeci w stylu rokokowym został wykonany w 1803 roku. Ambona i chrzcielnica, w stylu barokowym powstały w 1. połowie XVII wieku. Kropielnica kamienna, w stylu późnogotyckim pochodzi z połowy XVI wieku.